# فلوريان بيرجير
فلوريان بيرجير (بالإنجليزية: Florian Bergér)‏ وهو طيار ألماني ومساعد طيار في إيرباص إيه 320 في لوفتهانزا وهو طيار من بطولة العالم ريد بول الجوية سباق.

## حياته
يعتبر فلوريان بيرجير أول ألماني يحصل على لقب كأس تشالنجر والطيار الوحيد في العالم الذي يحصل على هذا الشرف مرتين. وهو يعمل لتحقيق الثلاثية في هذا العام.
ولد بيرجير في إيخستات عام 1989. كانت المرة الأولى التي يري فيها الطائرات عندما أخذه والده لركوبها حيث كان والده طياراً أيضاً ومنذ ذلك الحين، أصبح بيرجير مفتونًا بالطيران.
بدأ بيرجر مسيرته المهنية من خلال قيادة الطائرات الشراعية بالإضافة إلى استخدامه طائرة A320 كمسئوليته الأولى في شركة لوفتهانزا. حصل على التدريب الأيروباتيكي التأسيسي في المدرسة الطيارة في سباق ريد بول الجوي في تانهايم، وكان يمثل بلاده في المسابقات الدولية منذ عام 2014. وتشمل نجاحاته: المركز الثالث في منافسة الفرق في بطولة الأيروباتيكي الأوروبية.
عندما انضم بيرجر إلى فئة تشالنجر في عام 2015 ، كان أحد أصغر الطيارين على الإطلاق في سباق ريد بُول الجوي. فاز بيرجير بالمركز الأول بسباق سبيلبيرج بالنمسا وكان ذلك الفوز الأول له في بطولة EuroSpeedway Lausitz الألمانية، في عام 2016. استمرت الانتصارات حيث تخطى منصة التتويج في سان دييجو بالولايات المتحدة الأمريكية وانتصر في بودابست، المجر لسباق ريد بول الجوي.
في عام 2015 ، انضم إلى سباق ريد بُول الجوي كطيار من فئة تشالنجر. فاز في عام 2016 و 2017.

## نتائجه

### سباق ريد بول الجوي

#### فئة تشالنجر
| السنة | 1             | 2             | 3            | 4             | 5             | 6             | 7                | 8                | النقاط | الفوز | المركز        |
| ----- | ------------- | ------------- | ------------ | ------------- | ------------- | ------------- | ---------------- | ---------------- | ------ | ----- | ------------- |
| 2015  | المركز الرابع | المركز الرابع | كرواتيا      | 6th           | المركز الخامس | المركز الخامس | المركز الثالث    |                  | 14     | 0     | المركز الخامس |
| 2016 ‏ | المركز الثالث | المركز الأول  | اليابان      | المركز الرابع | المركز الثاني | المركز الأول  | الولايات المتحدة | الولايات المتحدة | 28     | 2     | المركز الأول  |
| 2017 ‏ | المركز الثاني | المركز الأول  | المركز الأول | روسيا         | روسيا         | المركز الثاني | المركز الثاني    | المركز الرابع    | 38     | 2     | المركز الأول  |
| 2018 ‏ | المركز الأول  | فرنسا         | اليابان      | المجر         | ·             | روسيا         | الولايات المتحدة | ·                | 10*    | 1*    | المركز الأول* |

## وصلات خارجية
- فلوريان بيرجير  على فيسبوك.